# 1953 في تونس
فيما يلي قوائم الأحداث التي وقعت خلال عام 1953 في تونس.